# Trudove, Sakî
Trudove (în ucraineană Трудове) este un sat în comuna Krainie din raionul Sakî, Republica Autonomă Crimeea, Ucraina.

## Demografie
Componența lingvistică a localității Trudove
     Rusă (48,83%)
     Tătară crimeeană (28,9%)
     Ucraineană (20,76%)
     Alte limbi (0,35%)
Conform recensământului din 2001, nu exista o limbă vorbită de majoritatea populației, aceasta fiind compusă din vorbitori de rusă (48,83%), tătară crimeeană (28,9%) și ucraineană (20,76%).